# Marta z Boskovic
Marta z Boskovic (okolo roku 1463? – po roce 1510?) byla moravská šlechtična z rodu Boskoviců. Značnou část života prožila ve svém domě v Litomyšli, kde byla členkou a podporovatelkou zdejší početné komunity Jednoty bratrské. Díky své písemné obhajobě práv českých bratří před českým a uherským králem Vladislavem II. Jagellonským a Augustinem Olomouckým bývá považována za možná vůbec první česky píšící autorku v historii české literatury.

## Život

### Mládí
Narodila se patrně roku 1463 Václavu z Boskovic a jeho ženě Kunce z Kravař a ze Strážnice. Václav z Boskovic se poprvé v písemných pramenech uvádí roku 1465, kdy po svém otci převzal rodové sídlo v Boskovicích, kde pak s rodinou žil. Vlastnil také dům v Brně. Byl povýšen na nejvyššího komorníka olomouckého soudu a působil i ve funkci moravského zemského hejtmana.

### V Litomyšli
Po smrti Václava z Boskovic je Marta připomínána jakožto žijící v Litomyšli, kde žila v domě č. 12, který byl osazen erbem Boskoviců. Stala se členkou a podporovatelkou zdejší rozsáhlé komunity evangelické Jednoty bratrské, rozvíjející se pod patronací majitele litomyšlského panství Bohuše II. Kostky z Postupic. Dům, kde bydlela, přímo sousedil se zdejším českobratrským sborem, který Jednotě darovala Anna Šárovcová z Šárova. Dům č. 12 v majetku Kostků z Postupic jí byl roku 1501 darován.

### Obhajoba Jednoty bratrské
Roku 1507 zasáhla koncem vlády krále Vladislava Jagellonského do náboženských sporů ohledně působení českobratských evangelíků jako zprostředkovatelka. Králi adresovala v Litomyšli vzniknuvší a jí podepsaný dopis, který v češtině a latině obsahoval strukturovanou obhajobu českobratské církve před konzervativními katolíky usilujícími o její zákaz, reprezentovanými především Augustinem Olomouckým. List byl spolu se dvěma listy biskupa Jednoty Jana Augusty doručen poselstvem, jehož měla být Marta rovněž součástí.
| „                                                                   | Nejjasnější králi Pane, Pane nejmilostivější. Vaší kr. Msti. službu svú vzkazuji i žádosti všeho dobrého, věčného i časného, aby VMt. v dlouhém zdraví šťastně kraloval a potom i v nebi na věky. Viděla jsem list, kterýž VKMti. ráčili jste psáti do této země, aby Bratří postaveni byli v Praze. Neřáda jsem jeho slyšela, a to mnoho pro VMK., boje se hněvu božího aby VMt. na sebe nevzbudil; nebo já svobodně mohu říci, že mým vědomím nevím, abych kdy co proti VMti promluvila, i žebych (mezera) co zlého přála, ovšem udělala. O víře také smím se s sv. Pavlem přiznati, že s tou rotou, kteráž slově kacířská, sloužím Bohu mému, věře všem věcem, i nevím, proč bych takového odsudku zasloužila, abych z země vypovědína byla aneb usmrcena, poněvadž bych všecko, což dobrého jest, ráda učinila; než což za dobré mám, nesměla bych toho se pustiti žádnému k vůli, leč by mi co lepšího řádně ukázáno a oznámeno bylo. A jiných drahně lidí jest v té Jednotě, ježto jsou lepší nežli já. I neřáda bych, abyste VKMti. proti takovým lidem ráčili se postaviti, než raději obránce býti, a pod stínem VMti. abychom tichý a pokojný život vedouce, Pána Boha chválili, prosíce za VKMti. dlouhé zdraví, aby ráčil (požehnati) i dědicům vašim. VKMti. prosím pokorně, jestliže píši hloupě aneb nemoudře, abyste ráčili v dobré obrátiti, vědouce, že ste milostiv, jakž jsem prvé VKMti. zamilovala, když jsem věřila, že Pán Bůh VKMti. zvolil na království toto, a ne sami jste se vetřeli proti každému živému, kdož se proti VMti. postavoval ; já jsem byla žádostí i modlitbami (pilná). A z toho i toto psaní. A také že mne prosili Bratří z Čech, abych podle svého napsání dodala i jejich psaní dvojího, jedněch v české řeči jednoho kraje, a druhých v latinské; neb slyšeti, žebyste jejich psaní kázali přeložiti v tu řeč. | “ |
| — dopis Marty z Boskovic králi Vladislavu Jagellonskému z roku 1507 | |   |

Její list vzbudil několik reakcí představitelů katolické inteligence. Od krále Vladislava přišla odpověď z 15. prosince 1507, velmi pravděpodobně sepsaná Augustinem Olomouckým, ten sám o ní v latinsky psaném listu králi prohlásil, že je „ne ona hospodyně Kristova, ale šenkéřka ďáblova“. Humanista a horlivý katolík Bohuslav Hasištejnský z Lobkovic jí pak ve svém listu vyčinil a poradil jí, aby si raději hleděla lnu a přeslice a „nesápala se jako nemoudrá mužatka proti víře katolické“. Již v létě 1508 pak došlo k výnosu tzv. Svatojakubského mandátu, který omezoval práva českých bratří ku svobodnému vyznávání své víry.

### Úmrtí
Po roce 1507 nejsou o Martě z Boskovic téměř žádné zprávy. František Stejskal-Lažanský označuje za datum její smrti rok 1510, Teréza Nováková pak uvádí, že ještě roku 1514 je připomínána jako žijící v Litomyšli.

### Rodina
Její rodinný stav je nejistý. Starší zdroje ji uvádějí jako manželku jistého Jana z Lomnice, spíše novější se pak přiklánějí k tvrzení, že byla po celý život svobodná. Jejími sourozenci byli významní šlechtici Ladislav z Boskovic, Oldřich Trnavský z Boskovic či Jaroslav z Boskovic.

## Dílo
Králi zaslaný list je některými historiky označován za první český text psaný ženou, který nemá pouze úřední podobu. O jejím autorství dopisu existují jisté pochybnosti a je možné, že jeho autorem je některý z českých bratří, patrně z Litomyšle, list je každopádně Martou podepsán.
Její osobnost zmiňuje Jan Blahoslav ve svém díle o historii Jednoty Bratrské. Její památku rovněž vyzdvihla koncem 19. století spisovatelka Teréza Nováková, která jí dedikoval svůj soubor o historii významných českých žen Slavín žen českých z roku 1894.